# Estadio Municipal de Butarque
Het Estadio Municipal de Butarque of kortweg Butarque is een stadion in Leganés (Spanje). Het is de thuisbasis van voetbalclub CD Leganés en het biedt plaats aan 12.450 toeschouwers.

## Geschiedenis
Het stadion werd geopend in 1998 en verving het voormalige Estadio Luis Rodriguez de Miguel. De naam Butarque komt van de patroonheilige van de stad Leganés. Het stadion herbergde bij de opening nog maximaal 8.138 toeschouwers. De eerste wedstrijd die in het stadion werd gespeeld was CD Leganés tegen Xerez CD op 14 februari 1998. Toen Leganés in 2016 naar de Primera División promoveerde, werd al snel duidelijk dat het stadion gerenoveerd moest worden om aan de standaarden te voldoen. Zo werd het stadion gemoderniseerd met skyboxen en persruimten en werden er nieuwe rijen met stoeltjes voor de reeds bestaande tribunes aangebracht. Dit verhoogde de capaciteit naar 10.945 in 2016. In 2017 volgde een nieuwe gefaseerde uitbreiding die het totaal op 11.454 stoelen bracht. In 2018 werd de renovatie vervolledigd en werd de huidige capaciteit van 12.450 bereikt. Hiermee werd het Butarque het tweede stadion in de Primera División, na het Ipurua in Eibar, dat vrijgesteld werd van de minimumgrens van 15.000 toeschouwers.

## Interlands
Het Spaans voetbalelftal speelt een interland in het stadion.
| 1 | 8 juni 2021 | Spanje – Litouwen | 4 – 0 | Vriendschappelijk | 903 |

## Concerten

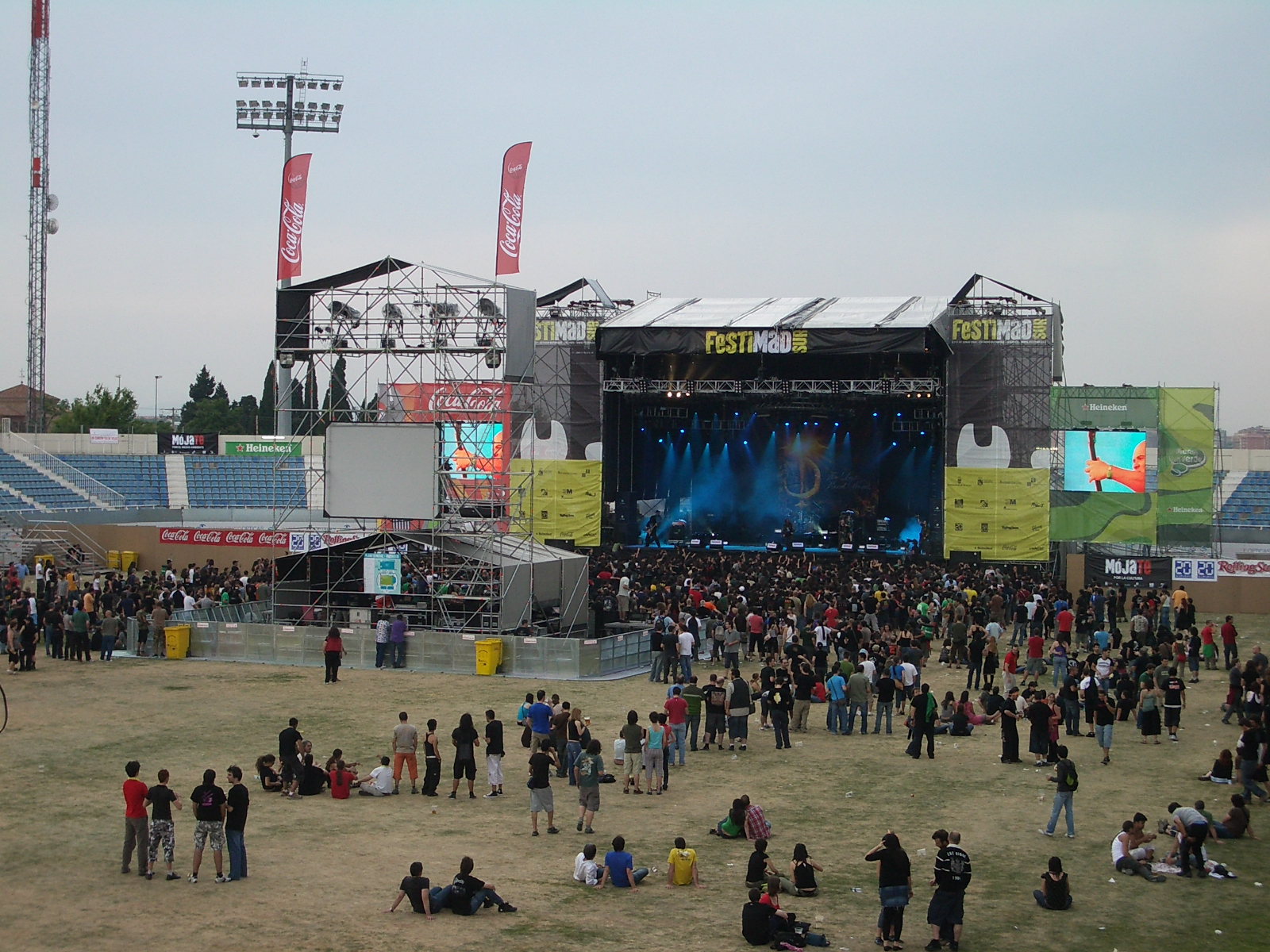
Het rockfestival Festimad in het Butarque.

In het stadion worden ook geregeld concerten en andere muziekevenementen gehouden, zoals het jaarlijks terugkerende rockfestival Festimad.
Anoeta (Real Sociedad) ·
Balaídos (Celta de Vigo) ·
Benito Villamarín (Real Betis) ·
Olympisch Stadion Lluís Companys (FC Barcelona) ·
De la Cerámica (Villarreal CF) ·
Ciutat de València (Levante UD) ·
Coliseum Alfonso Pérez (Getafe CF) ·
El Sadar (CA Osasuna) ·
Martínez Valero (Elche CF) ·
Mendizorrotza (Deportivo Alavés) ·
Mestalla (Valencia CF) ·
Nuevo Los Cármenes (Granada CF) ·
Ramón de Carranza (Cádiz CF) ·
Ramón Sánchez Pizjuán (Sevilla FC) ·
RCDE Stadium (RCD Espanyol) ·
San Mamés (Athletic Bilbao) ·
Santiago Bernabéu (Real Madrid CF) ·
Vallecas (Rayo Vallecano) ·
Visit Mallorca Estadi (RCD Mallorca) ·
Estadio Wanda Metropolitano (Atlético Madrid)
Anduva (CD Mirandés) ·
Anxo Carro (CD Lugo) ·
Butarque (CD Leganés) ·
Can Misses (UD Ibiza) ·
Estadio Carlos Tartiere (Real Oviedo) ·
Cartagonova (FC Cartagena) ·
El Alcoraz (SD Huesca) ·
El Molinón (Sporting Gijón) ·
El Plantío (Burgos CF) ·
El Toralín (SD Ponferradina) ·
Fernando Torres (CF Fuenlabrada) ·
Gran Canaria (UD Las Palmas) ·
Heliodoro Rodríguez López (CD Tenerife) ·
Ipurua (SD Eibar) ·
José Luis Orbegozo (Real Sociedad B) ·
José Zorrilla (Real Valladolid) ·
Juegos Mediterráneos (UD Almería) ·
La Romareda (Real Zaragoza) ·
La Rosaleda (Málaga CF) ·
Montilivi (Girona FC) ·
Santo Domingo (AD Alcorcón) ·
Urritxe (SD Amorebieta)